# 수수료
수수료(手數料) 또는 커미션(commission)은 제공된 서비스나 판매된 제품에 대한 가변 급여 보상의 한 형태이다. 수수료는 영업사원에게 동기를 부여하고 보상하는 일반적인 방법이다. 특정 판매 행동을 장려하기 위해 수수료를 설계할 수도 있다. 예를 들어, 큰 할인을 제공하면 수수료가 줄어들 수 있다. 또는 조직이 홍보하려는 특정 제품을 판매할 때 수수료가 증가할 수 있다. 수수료는 일반적으로 하나 이상의 수수료 계획을 포함할 수 있는 판매 인센티브 프로그램의 프레임워크 내에서 구현된다(각각은 일반적으로 영역, 위치 또는 제품의 조합을 기반으로 함).
지급액은 종종 수익의 일정 비율을 사용하여 계산되는데, 이는 회사가 직원의 이익을 회사의 이익과 재조정하여 본인-대리인 문제를 해결하는 방법이다. 그러나 이익 기반 접근 방식이나 보너스 기반 접근 방식과 같은 백분율 이외의 모델도 가능하다. 수수료를 통해 판매 직원은 시간당 또는 판매 시도를 기준으로 하는 것이 아니라 판매된 제품 또는 서비스를 기준으로 (일부 또는 전체) 급여를 받을 수 있다. 다양한 유형의 수수료 시스템이 존재하지만 총 지출을 관리하는 일반적인 방법은 목표 수익으로 알려져 있다. 목표 수익은 영업사원의 기본 급여와 예상 수수료(영업사원이 할당량을 충족한다고 가정)를 나타낸다. 목표 수익은 영업사원이 회사에서 지정한 목표를 달성할 경우 예상되는 총 보상을 추정하는 데 도움이 된다.
본인과 대리인의 이익을 일치시키려는 가장 일반적인 방법 중 하나는 대리인 성과를 추적하는 인센티브를 설계하는 것이다. 고정 급여, 단순 수수료 또는 이 둘의 조합과 같은 보상 계획 유형은 매우 다양하다. 종종 할당량이라는 판매 목표를 달성하면 수수료가 부여된다. 또한 수수료 구조에는 여러 수준의 달성이 포함될 수 있으며, 각 수준에는 서로 다른 임계값과 관련 보상이 있다.
수수료 구조는 직원이나 독립 계약자에게 적용될 수 있다. 수수료가 일반적인 산업에는 자동차 판매, 부동산 판매, 보험 예약 및 대부분의 판매 직업이 포함된다. 미국에서는 부동산을 성공적으로 판매한 부동산 중개인이 판매 가격의 6%를 수수료로 받을 수 있다.